# Île Cala Iris
 (juillet 2012).
Si vous disposez d'ouvrages ou d'articles de référence ou si vous connaissez des sites web de qualité traitant du thème abordé ici, merci de compléter l'article en donnant les références utiles à sa vérifiabilité et en les liant à la section « Notes et références ».
L'île Cala Iris (en Tamazight : ⵜⵉⴳⵣⵉⵔⵜ ⵏ ⴽⴰⵍⴰ ⵉⵔⵉⵙ , en Arabe :  جزيرة كالا ايرس ) est une petite île située en mer Méditerranée dans la baie du village Cala Iris, dépendant de la commune rurale de Bni Boufrah dans la province d'Al Hoceïma au nord du Maroc.